# Erisma costatum
Erisma costatum là một loài thực vật có hoa trong họ Vochysiaceae. Loài này được Stafleu mô tả khoa học đầu tiên năm 1954.